# Lotoman
Lotoman es una saga de películas dominicanas de comedia dramática dirigidas por Archie López y protagonizada por Raymond Pozo y Miguel Céspedes. Sus estrenos en República Dominicana fueron el 20 de enero de 2011 la primera película, la segunda el 1 de noviembre de 2012, y la tercera parte se estrenó el 27 de marzo del 2014, cuenta la historia de Modesto y Manuel, quienes después de ganar la lotería, ven transformadas sus vidas.
En los Premios Soberano (anteriormente Premios Casandra) fueron nominadas como "Película del año" "Lotoman" en el 2012 y "Lotoman 2.0" en el 2013, además Archie López ganó como "Director del año" en el 2013 por "Lotoman 2.0".

## Argumento

### Lotoman
Lotoman cuenta la historia de dos hermanos de crianza, Modesto y Manuel, que sus vidas les cambian al ganar la lotería (Un loto de RD$100 millones). La nueva vida tendrá situaciones divertidas que vienen junto con su nuevo estatus social. La historia muestra cómo toman sus oportunidades, Modesto se relaciona con el Lic. Ramírez, y Manuel compra la tienda de pasolas de Martín y se dividen las ganancias de Chichi Xtreme Deluxe".

### Lotoman 2.0
En Lotoman 2.0 se integraron nuevos rostros como Fernando Carrillo, Cheddy García, Irving Alberti, entre otros. Aquí la familia vive grandes momentos pero no hay felicidad completa: Manuel sufre los caprichos de Sobeida, embarazada de trillizos, y Modesto con las técnicas de Marcelo y Manuel busca sin encontrar la mujer de su vida; Susanita se enfrenta a un gran peligro y Mamá Susana es diagnosticada con una inesperada enfermedad que llevará a la familia a venderlo todo para la operación, y seran pobres de nuevo, al final juegan la loto otra vez y al parecer ganan de nuevo.

### Lotoman 003
En Lotoman 003: Volando Bajito, (la historia de Martín Díaz Bello) cuenta la historia en la que los hermanos aceptan una propuesta y al hacerlo descubren el emocionante mundo de los agentes secretos. En esta nueva aventura "vuelan bajo to' tratando de detectar a sospechosos integrantes de "La Cosa Aquella", pero durante la curiosa misión es puesta a prueba su integridad... y los protagonistas se dan cuenta de que, a veces, sencillamente es difícil hacer lo correcto, y no solo será comedia; esta vez mezclarán el humor con la acción. "Será única en ese aspecto y para ello contaremos con la participación de Fausto Mata, lo que será muy positivo para nosotros porque vamos a reunir a los tres actores cómicos más taquilleros en una producción".
Además, se unirá al elenco el también comediante Fausto Mata ("Boca de Piano"), participarán el actor puertorriqueño Julián Gil, Fernando Carrillo, Fefita La Grande, Sergio Carlo, La Materialista, René Castillo, Mazeta y Gerard Ogando, entre otras figuras dominicanas. Gracias.

## Reparto
- Raymond Pozo como Modesto Marchena.
- Miguel Céspedes como Manuel Marchena.
- Alfonso Rodríguez como Lic. Ramírez (Lotoman y Lotoman 2.0).
- Fernando Carrillo como Marcelo de la Costa (Lotoman 2.0 y Lotoman 003).
- Fausto Mata como Profesor B (Lotoman 003).
- Olga Bucarelli como Mamá Susana Marchena.
- Chelsy Bautista García como Susanita Marchena.
- Elizabeth Ruiz como Sobeida de Marchena.
- Dalisa Alegría como Mechy (Lotoman 2.0 y Lotoman 003).
- Franklin Domínguez como Don Josin.
- Cheddy García como Helga / Mercedes José García (Lotoman 2.0)
- Irving Alberti como Rubén (Lotoman 2.0)
- Luis José Germán como Jorge (Lotoman 2.0)
- Julián Gil como "El Boricua" (Lotoman 003).
- Fefita La Grande como Juanita (Lotoman 003).
- Sergio Carlo como Comandante López (Lotoman 003).
- La Materialista como Cita de Modesto (Lotoman 2.0) / Nicole (Lotoman 003).
- René Castillo como "El Malón"
- Sarah Jorge como Camelita (Lotoman y Lotoman 2.0).
- Ada Aimée de la Cruz como "La Gallina" (Lotoman y Lotoman 2.0).
- Ana Rossina Troncoso como Camelia (Lotoman).
- Zoila Puello como Nana (Lotoman).

Invitados especiales:
- Johnny Ventura como El papá de Modesto
- Manuel Varet "Vakeró" como Martín.

Participaciones especiales:
- Tony Dandrades como Diego.
- Saúl Rodríguez como "Mazeta".
- Gerald Ogando como "El Delivery".
- Maestro Arias como Él mismo.

## Secuelas
En febrero de 2012 comenzó el proceso de filmación de una secuela que posteriormente fue titulada Lotoman 2.0. La mayor parte de los actores volvieron a sus respectivos roles y se incluyó nuevos actores como Fernando Carrillo, Dalisa Alegría, Cheddy García, Luis José Germán y Irving Alberti.
En el 2013, los comediantes Raymond Pozo y Miguel Céspedes anunciaron que a partir del 10 de agosto de ese mismo año se inicia el rodaje de la segunda secuela de Lotoman en 3D, que aparentemente se llamará "Lotoman 3D".
En septiembre del 2013 el director y productor Archie López dijo estar muy contento porque se aproxima la tercera entrega de Lotoman, ahora llamada 003 (Lotoman 003), que une por primera vez juntos a los reyes del humor Raymond Pozo y Miguel Céspedes junto a Fausto Mata, conocido como “Boca de Piano”. El filme inició su rodaje el 14 de septiembre de 2013, en los estudios cinematográficos de Pinewood Indomina, que le permite tener la dimensión de la escenografía que utilizará, estrenando como filme estos estudios, el guion está listo y forma parte del director y productor (Archie López) y de Martín Díaz. y no solo será comedia; esta vez mezclarán el humor con la acción.
En la tercera parte de la película participarán figuras reconocidas como el actor argentino Julián Gil, Sergio Carlo, Fefita La Grande y nuevamente el actor Fernando Carrillo y la cantante urbana La Materialista, entre otros.
En noviembre de 2018, Archie López anunció en el Festival de Cine Iberoamericano de Huelva (sur España) que empezaría a rodar una cuarta parte para Lotoman, siendo grabada parcialmente en España.